# 旋光の輪舞DUO
『旋光の輪舞DUO』（センコウノロンドデュオ）は、グレフが制作した対戦アクションゲーム。2009年7月28日にアーケードゲームとして業務用基板（Taito Type X2）がタイトーより販売され、2010年5月20日にXbox 360用ソフトとして発売された。

## 概要
2005年にアーケードゲームとして登場した『旋光の輪舞』の続編で、公称ジャンルは前作と同じく「弾幕対戦アクションゲーム」。固定画面上でランダーと呼ばれる人型ロボットを操り、お互いに弾幕を撃ち合い、相手の体力を0にして倒す、または制限時間終了時に相手より体力が上回れば勝利となる。ストーリーは前作から2年後が舞台。基本システムはほぼ前作と同様で、本作からの要素として「パートナーシステム」が追加されている。キャラクターイラストは前作と同じく曽我部修司、BGMは渡部恭久が担当。タイトルの「DUO」は本来の二重奏の意味と共に、「Dis-United Order」の頭文字を取ったものとも示されている。
2011年1月24日にNESiCAxLiveにてVer.2.00が配信された。4月27日には家庭用版を元にバランス調整され、新たに「スコアアタックモード」が追加された『旋光の輪舞DUO for NESiCAxLive』(Ver.2.3)が配信された。
稼働から幾年たった2017年9月6日にDUOから新規要素及び各種要素を一転した『旋光の輪舞2』が発売された。

## システム

### 基本操作など
- 16:9の画面比率にも対応しているが、両横にキャラクターのバストアップが画面を埋める形で配されるため、実質画面比率は4:3のみ。
- 1レバー+4ボタンで操作。ボタンはそれぞれA（アクション）、M（メインウェポン）、S（サブウェポン）、C（弾幕技）という構成。
- Aボタン一つで、防御（バリア）や移動（ダッシュ・急停止）に対応。
- メインウェポンやサブウェポンは使用制限を越すと弾切れが発生する（一部例外を除き、ダッシュを行うと即座にリロードが可能）。通常時、バリア中、ダッシュ中でそれぞれ攻撃内容が異なる。
- 弾幕技は各キャラ3種類ずつ用意されている（Cボタン。レバーを逆の2方向に入れてからCボタン。レバーを1回転させてからCボタン）。弾切れは発生しないが、使用時はチャージゲージを1本消費する。
  - チャージゲージが1本に満たない場合でも使用できるが、その場合は「オーバーヒート」が発生し、一定時間が経つまでチャージゲージを使ったアクションができなくなる。
- A+M+Sボタン同時押しで、Bストック（初期2個、ラウンドを落とすごとに1個増加）を消費して、シューティングゲームのボスキャラさながらの巨大で強力な機体「B.O.S.S.」を一定時間呼び出して攻撃させることができる。
  - また、体力が0（VANISH!）の状態でB.O.S.S.を呼び出すと、「FINAL B.O.S.S.」としてさらに強力なB.O.S.S.を呼び出せる。
- M+Sボタン同時押しでその場で近接攻撃を繰り出すことができる（後述）。
- S+Cボタン同時押しで支援攻撃やボムといったパートナーによるアクションが使用できる（後述）。

### パートナーシステム
ゲーム開始時にキャラクター（ランダー）を選択した後、さらにパートナーとなる非戦闘員キャラクターを選択する。パートナーはプレイヤーとして選べるキャラ12人全員と対応した計12人が用意されており（Ver2.00で追加された2人には対応したパートナーはいない）、またプレイヤーとして選べるキャラもパートナーとして選ぶことができる（対応している本来のパートナーと性能は変わらない）。
パートナーは従属しているキャラクターの管制を行っており、対戦での役割は「キャラクター性能の能力値強化」「支援攻撃」「対B.O.S.S.におけるボムでの攻撃」の3つである。演出上はB.O.S.S.使用時の「シェル」を呼び出すのもパートナーの役割である。対戦中でもプレイヤーキャラクターだけでなく、パートナーによるアクション時や勝利デモなどでパートナーによる音声やプレイヤーキャラとパートナーによる掛け合いなどが入る。
能力値強化
「攻撃力強化」「防御強化」「機動力強化」の3タイプがあり、対戦中は恒常的にタイプに応じた部分の性能が強化される。ただし、「攻撃力強化」の場合は防御力が下がるなど、タイプに応じたデメリットも存在する。
支援攻撃
B.O.S.S.が呼び出されていないときに1ラウンドにつき1回だけ使用可能な特殊攻撃。自機の周りを回転しながら弾を防ぎつつ弾を発して攻撃する「防御ユニット」の展開、大型爆撃機を呼び出し絨毯爆撃を行う「爆撃」、自機に付随する小機が敵を狙って弾を撃つ「ナパーム支援」、画面中に分裂して全方位に弾を発する「攻撃ユニット」の設置、の4種類がある。
ボム
Bストック1個と引き換えに繰り出す対B.O.S.S.用の特殊攻撃。B.O.S.S.モード中にB.O.S.S.を展開していない側が使える。能力値強化に応じてボムの内容は異なり、「攻撃力強化」なら大爆発を起こす「エクスプロージョン」、「防御強化」なら波動を発して各所に小爆発を起こす「ウェーブ」、「機動力強化」なら極太ビームを発射する「ハイパービーム」となる。いずれも高い威力を持ち、B.O.S.S.を倒すための切り札となりうる。
パートナーの性能は3（能力値強化、ボムの種類）×4（支援攻撃）＝12通りがあり、すべての組み合わせに対応したパートナーが用意されている。設定上は、4種類ある各陣営ごとに各3人のパートナーがいることになる。パートナーの性能は以下の通り。
|              | 攻撃力強化                 | 防御強化                       | 機動力強化                     |
| ------------ | -------------------------- | ------------------------------ | ------------------------------ |
| 防御ユニット | ジャイルズ・ヒッツフェルト | ケイティ・シア・シュエジュエン | ミーツェ・メルクス             |
| 爆撃         | ディクシー・デュティユー   | 三条櫻子                       | アレッサンドロ・ジラルディーノ |
| ナパーム     | フィロメナ・パスクィーニ   | リリ・F・レヴィナス            | グスタフ・グレフェンベルグ     |
| 攻撃ユニット | ニーノ・ピッチョーリ       | 五島イツカ                     | アーネチカ・アルフェロフ       |

家庭用版ではパートナーからランダー側に指示を行って対戦するという「コマンダースタイル」という対戦システムが追加されている。

### 近接攻撃・3すくみ
相手の機体に一定まで近づくと（このとき画面を映すカメラが両機体に大きく寄る）、MボタンとSボタンによる攻撃が接近攻撃となる。本作ではMボタンの近接攻撃（M近接）とSボタンの近接攻撃（S近接）に加え、相手との距離を問わず任意で使えるMボタンとSボタンの同時押しによる近接攻撃（MS近接）が加えられ、3種類の近接攻撃が使える。
- M近接はボタンを押すと相手に向かって接近し、接触してから続けて2度ボタンを押すことで連続攻撃が出来る（MMMまたはMMS）。バリアによる防御が可能だが、ダメージが高い。
- S近接はボタンを押した時点でその場から敵に向かって攻撃を行う。バリアによる防御は不可能。
- MS近接は距離を問わず使用でき、攻撃によって弾を消すことができる。

この3種類の近接攻撃にはぶつかり合ったときにどちらが勝つか相性が設定されており、M近接＞S近接＞MS近接＞M近接...という3すくみ関係になっている。

## 登場人物

### ハルモニア義勇軍

#### パイロット
レーフ・レファニュ（声：代永翼）
搭乗ランダーはヴァッツマール。
B.O.S.S.モードはディッシュコンダクター。
アンリ・シア・シャオティエン（声：神谷浩史）
搭乗ランダーはフルスペイド。
B.O.S.S.モードはイソラスパイダ。
ユルシュル・ユクスキュル（声：前田愛）
搭乗ランダーはクリソベリル。
B.O.S.S.モードはクレマチス。

#### パートナー
ケイティ・シア・シュエジュエン（声：相沢舞）

ミーツェ・メルクス（声：吉川未来）

ジャイルズ・ヒッツフェルト（声：竹本英史）

### ゴディヴァ保安機構（G.S.O.）

#### パイロット
ペク・チャンポ（声：野中藍）
搭乗ランダーはシトロネットST.。
B.O.S.S.モードはカブスカート。
ツィーラン（声：鎌田梢）
搭乗ランダーはオランジェットJP.。
B.O.S.S.モードはフルロランジェソード。
ジャスパー・ヒルキット・本郷（声：小野大輔）
搭乗ランダーはサイガ。
B.O.S.S.モードは308"火砕羅漢"。

#### パートナー
ディクシー・デュティユー（声：神田朱未）

三条櫻子（さんじょう さくらこ）（声：大本眞基子）

アレッサンドロ・ジラルディーノ（声：宮崎寛務）

### アーリア連邦軍特殊宙域任務部隊（S.S.S.）

#### パイロット
ファビアン・ザ・ファストマン（声：菅沼久義）
搭乗ランダーはデュグララ。
B.O.S.S.モードはラストアービター。
三条忍（さんじょう しのぶ）（声：喜多村英梨）
搭乗ランダーはソマリ。
B.O.S.S.モードはタロン。
セオ・トヴェイト（声：竹本英史）
搭乗ランダーはバッソカヴァリエ。
B.O.S.S.モードはバッソセリオヴェーロ。

#### パートナー
リリ・F・レヴィナス（声：神田朱未）

フィロメナ・パスクィーニ（声：吉川未来）

グスタフ・グレフェンベルグ（声：宮崎寛務）

### 無所属

#### パイロット
ルカ・ヴェルフェル（声：菅沼久義）
搭乗ランダーはアズレウスDMR。
B.O.S.S.モードはマサダ。
ラナタス（声：立野香菜子）
搭乗ランダーはカストラート。
B.O.S.S.モードはカーテンコール。
ミカ・ミクリ（声：野島健児）
搭乗ランダーはヴェントゥーノ・ソール。
B.O.S.S.モードはロストボディ。

#### パートナー
五島イツカ（ごとう イツカ）（声：神谷浩史）

ニーノ・ピッチョーリ（声：喜多村英梨）

アーネチカ・アルフェロフ（声：大本眞基子）

### Ver2.00からの追加キャラクター
アーケード版がVer2.00に入れ替わったのを期に新キャラとして追加された。ほぼ前作と同じ武器・弾幕技・B.O.S.S.モードを持っており、専用BGMも新曲の他に前作の曲がそのまま使用されている。
ペルナ（声：広橋涼）
初期バージョンでは一人用プレイ中に登場するCPU専用キャラクターだった。
搭乗ランダーはカストラート。
B.O.S.S.モードはカーテンコール。
三条櫻子（さんじょう さくらこ）（声：大本眞基子）
搭乗ランダーはトライアド。
B.O.S.S.モードはブッチャーバード。

### CPU専用
フェイス（声：金子英彦）

## 家庭用版
XB360版では、アーケード版（ノーマルスタイル）とは異なるゲームシステムの「コマンダースタイル」、Xbox LIVEを介したオンライン対戦機能や、サウンドノベル仕立てのストーリーモードなど、様々な要素が追加されている。限定版ではドラマCDなどが同梱された。サブストーリーなどのダウンロードコンテンツも追加配信されているが、現在「採算が取れない」という理由から新たなダウンロードコンテンツの追加が中断されている。

## メディアミックス

### 旋光の輪舞 DESIRES ROULETTE
『旋光の輪舞』スピンオフ小説。月刊アルカディアに連載され、後にサウンドトラック同梱のBOXとして、単行本化された。中止されたダウンロードコンテンツのサブストーリーがベースになっており、DUO本編のキャラクターが登場する。